# Antigons
Els Antigons és una partida del terme de Reus tocant al de la Canonja, a uns 5 km del centre de Reus, i que té com a límits l'autovia de Reus a Tarragona, i la carretera que des d'aquesta va a La Canonja. Prop del mas de la Boella i travessada pel Camí dels Antigons, que fa frontera amb el terme de La Canonja, però que no marca el límit de la partida, ja que els Antigons ocupa també un bon espai dins del terme veí. No hi ha cap mas d'anomenada, i les finques són de secà, vinya i olivers, i pertanyen gairebé totes a gent de La Canonja. La partida està travessada per l'autopista en direcció nord-est sud-oest.

## Troballes arqueològiques
Allí hi ha una vil·la romana prop del Mercat del Camp (mercat de majoristes a la carretera de Reus a Tarragona al límit entre els dos termes, avui al límit entre Reus i La Canonja). La vil·la fou esmentada per primer cop el 1849 a Tarragona Monumental, per J. F. Albiñana i Antoni de Bofarull i de Brocà, però fou oblidada fins al 19 d'octubre de 1951, quan Salvador Vilaseca i Anguera va informar del descobriment de restes romanes; el 1968 encara es van trobar altres objectes romans i altres el 1970. El 1976 es van excavar dos tombes; una de les tombes fou eliminada quan es van arrancar unes vinyes al mateix any, però al mateix temps es van recuperar alguns objectes. Això va fer iniciar una excavació més rigorosa que va durar fins al 1979, però no es va fer cap informe complet i les restes trobades no es van posar a la llum i en part es van malmetre.
La vil·la va viure els seus millors temps durant l'Imperi però després del segle iii (entre el IV i el V) part de les dependències foren abandonades; d'aquesta època són les sepultures en àmfora o amb maons o lloses a la part meridional; les sepultures es van estendre també a la part septentrional.
Els materials recuperats són en la major part al museu Salvador Vilaseca; quasi tots són fragments de ceràmiques i objectes de terrissa (àmfores, plats, plàteres, etc.) sense paral·lels coneguts. Les millors peces semblen del segle i, principalment àmfores de vi similars a les trobades a altres vil·les i a Reus a les del Roquís i la Buada (a Riudoms, ben a la vora, al mas de Gomandí). Els fragments més destacats són d'estàtues recuperades de l'interior del nimfeu i que devien formar part de la seva decoració, o bé hi van ser amagades de manera intencionada. Entre elles la figura de Cíbele deessa de la terra, flanquejada de lleons de 72 cm d'altura, esculpida sobre un marbre reaprofitat (li manquen el cap i els braços), i la figura de Baccus déu del vi de 75 cm d'alta (a la que manquen igualment el cap i els braços, i a més part de les cames). L'única peça sencera és un bust d'un jove sàtir. La resta són només fragments.
Les peces més antigues són de meitat del segle ii aC quan la vil·la s'hauria fundat, i les més modernes datarien dels segles V i VI. La presència d'un vas complet de terra sigillata africana en el nivell que amortitzava una de les clavegueres principals, demostraria l'existència d'un trencament a l'entorn dels anys 260-270 a partir del qual es devien produir canvis importants en la distribució de les dependències i en la forma d'explotació.